# 16247 Esner
16247 Esner è un asteroide della fascia principale. Scoperto nel 2000, presenta un'orbita caratterizzata da un semiasse maggiore pari a 2,8513942 UA e da un'eccentricità di 0,0842277, inclinata di 0,97710° rispetto all'eclittica.